# 大貫駅
大貫駅（おおぬきえき）は、千葉県富津市千種新田（ちくさしんでん）にある、東日本旅客鉄道（JR東日本）内房線の駅である。

## 歴史
- 1915年（大正4年）1月15日：鉄道院の駅として開設[1]。
- 1962年（昭和37年）10月1日：貨物取扱廃止[2]。
- 1987年（昭和62年）4月1日：国鉄分割民営化に伴い、東日本旅客鉄道（JR東日本）の駅となる[1]。
- 2006年（平成18年）4月1日：この日限りでみどりの窓口の営業終了、「もしもし券売機Kaeruくん」が設置される[3]。
- 2009年（平成21年）3月14日：ICカード「Suica」の利用が可能となる[4]。東京近郊区間に組込まれる[4]。
- 2012年（平成24年）3月12日：「もしもし券売機Kaeruくん」の営業終了。
- 2014年（平成26年）10月20日：業務委託駅化[5]。

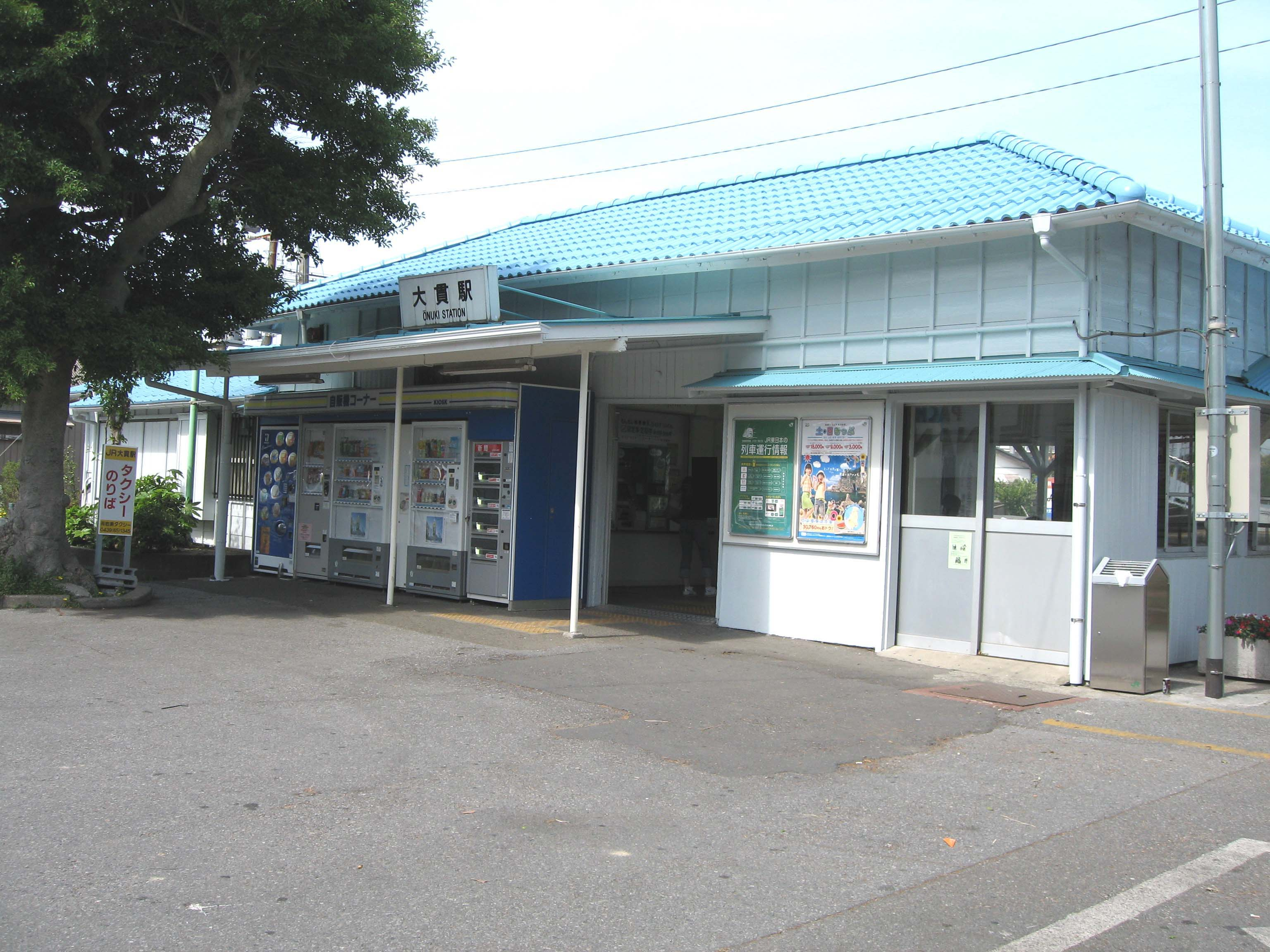
駅名板変更前の駅舎（2007年6月）

## 駅構造
島式ホーム1面2線を有する地上駅である。ホームは嵩上げされていない。佐貫町駅側に跨線橋があり、駅舎は西側にある。木造駅舎を有する。
JR東日本ステーションサービスが受託する業務委託駅（木更津統括センター（君津駅）管理）で、自動券売機2台（どちらもSuica対応）、多機能券売機、簡易Suica改札機が設置されている。

### のりば
| 番線 | 路線    | 方向 | 行先                       | 備考        |
| ---- | ------- | ---- | -------------------------- | ----------- |
| 1    | ■内房線 | 上り | 木更津・千葉・東京方面     | 一部は2番線 |
| 2    | ■内房線 | 下り | 上総湊・館山・安房鴨川方面 |             |

（出典：JR東日本:駅構内図）
- 信号設備上、1・2番線共に両方面からの到着及び出発が可能である。
- 上記設備を用いて普通列車が通常とは反対側のホームに入り、特急待避を行う場合がある。
- 非常時には列車が当駅折返しになることがある（209系2000・2100番台には「内房線大貫」の表示が用意されている）。
- ホームは11両編成まで対応する。

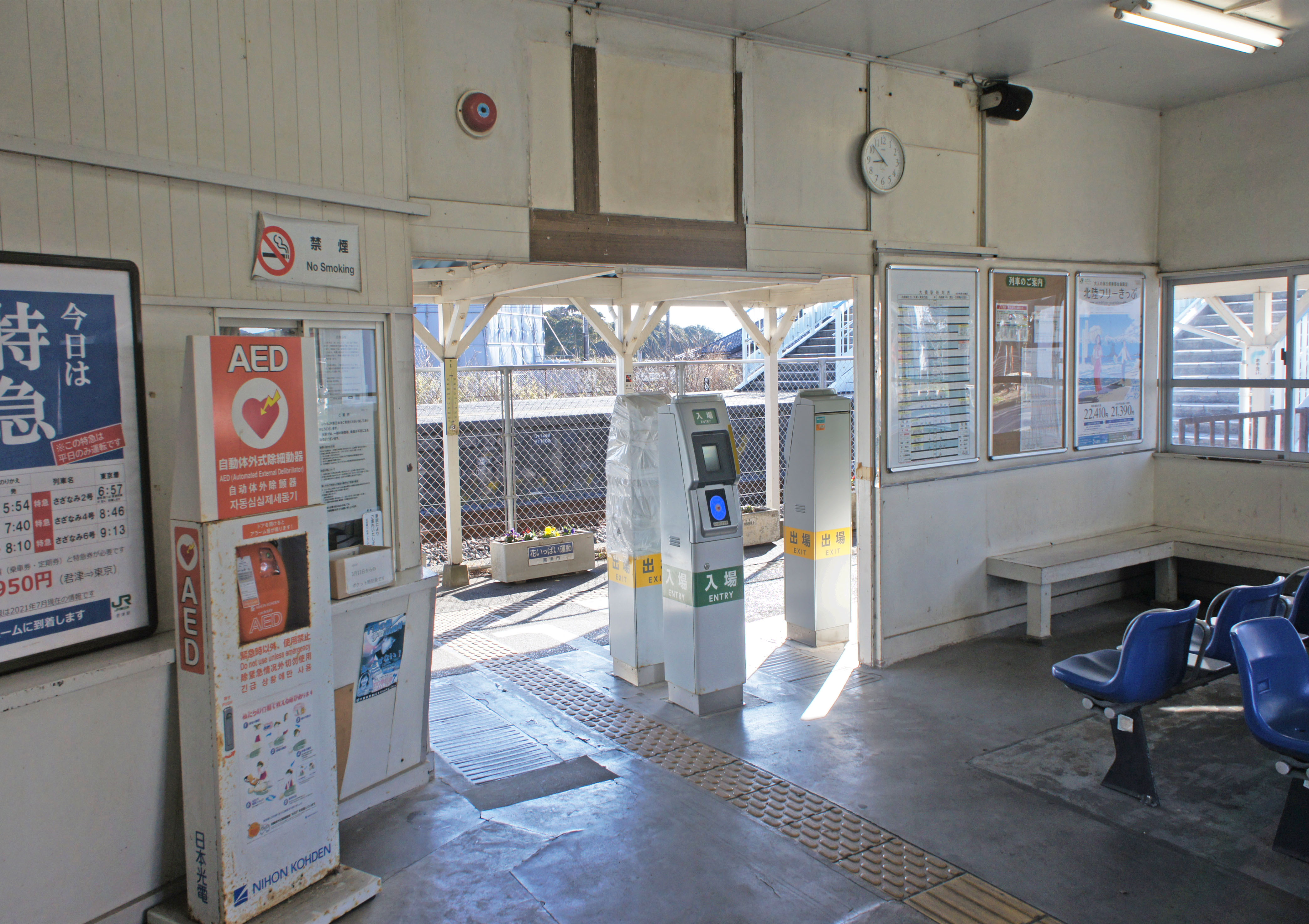
改札口（2022年2月）
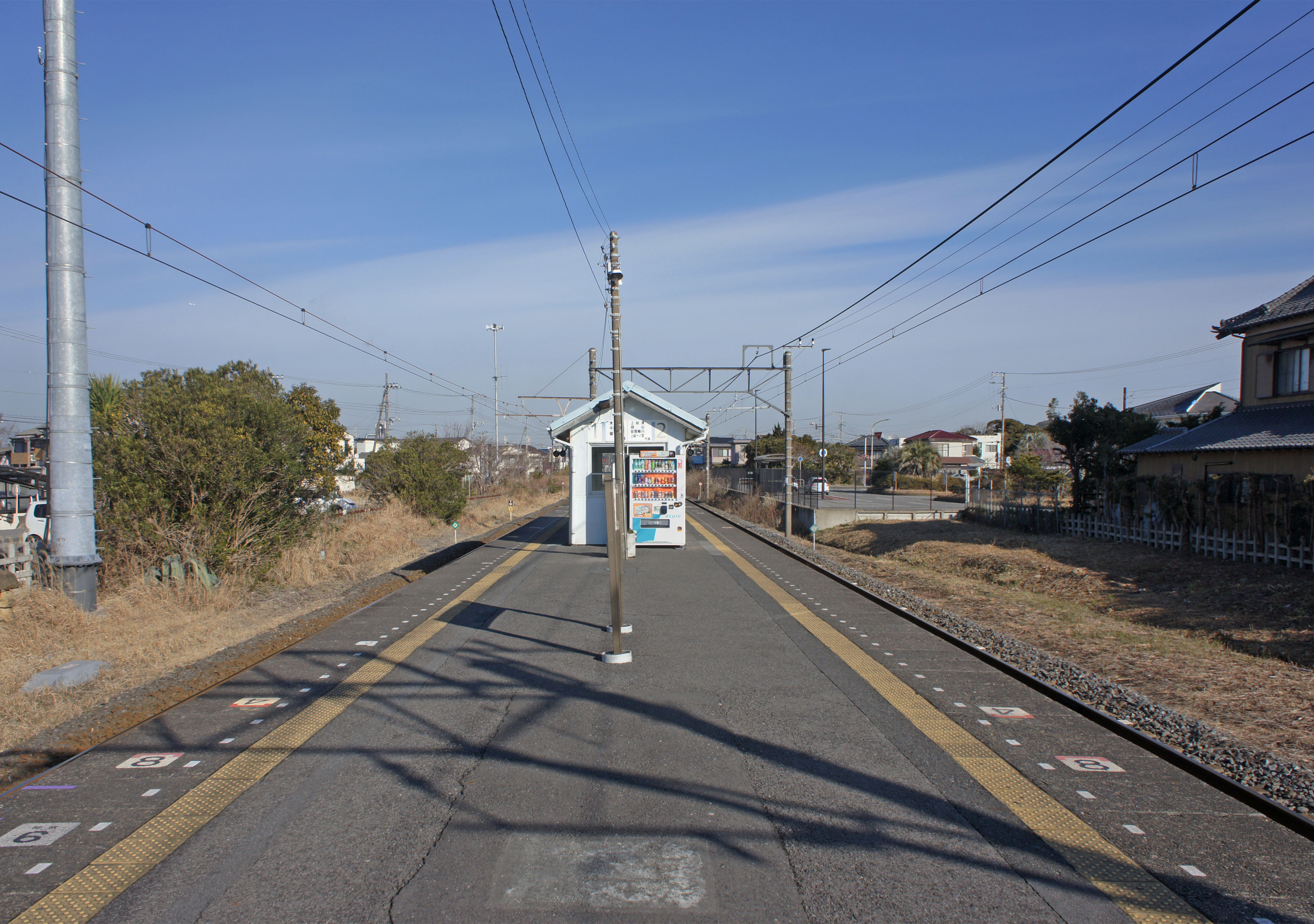
駅ホーム（2022年2月）

## 利用状況
2023年度（令和5年度）の1日平均乗車人員は859人である。
JR東日本および千葉県統計年鑑によると、1990年度（平成2年度）以降の1日平均乗車人員の推移は以下の通り。
| 年度               | 1日平均 乗車人員 | 出典     |
| ------------------ | ---------------- | -------- |
| 1990年（平成02年） | 2,504            | [ * 1 ]  |
| 1991年（平成03年） | 2,496            | [ * 2 ]  |
| 1992年（平成04年） | 2,483            | [ * 3 ]  |
| 1993年（平成05年） | 2,417            | [ * 4 ]  |
| 1994年（平成06年） | 2,435            | [ * 5 ]  |
| 1995年（平成07年） | 2,176            | [ * 6 ]  |
| 1996年（平成08年） | 2,024            | [ * 7 ]  |
| 1997年（平成09年） | 1,827            | [ * 8 ]  |
| 1998年（平成10年） | 1,741            | [ * 9 ]  |
| 1999年（平成11年） | 1,715            | [ * 10 ] |
| 2000年（平成12年） | 1,625            | [ * 11 ] |
| 2001年（平成13年） | 1,547            | [ * 12 ] |
| 2002年（平成14年） | 1,526            | [ * 13 ] |
| 2003年（平成15年） | 1,471            | [ * 14 ] |
| 2004年（平成16年） | 1,463            | [ * 15 ] |
| 2005年（平成17年） | 1,420            | [ * 16 ] |
| 2006年（平成18年） | 1,415            | [ * 17 ] |
| 2007年（平成19年） | 1,372            | [ * 18 ] |
| 2008年（平成20年） | 1,319            | [ * 19 ] |
| 2009年（平成21年） | 1,245            | [ * 20 ] |
| 2010年（平成22年） | 1,171            | [ * 21 ] |
| 2011年（平成23年） | 1,139            | [ * 22 ] |
| 2012年（平成24年） | 1,149            | [ * 23 ] |
| 2013年（平成25年） | 1,185            | [ * 24 ] |
| 2014年（平成26年） | 1,132            | [ * 25 ] |
| 2015年（平成27年） | 1,139            | [ * 26 ] |
| 2016年（平成28年） | 1,127            | [ * 27 ] |
| 2017年（平成29年） | 1,080            | [ * 28 ] |
| 2018年（平成30年） | 1,046            | [ * 29 ] |
| 2019年（令和元年） | 989              | [ * 30 ] |
| 2020年（令和02年） | 791              |          |
| 2021年（令和03年） | 846              |          |
| 2022年（令和04年） | 841              |          |
| 2023年（令和05年） | 859              |          |

## 駅周辺

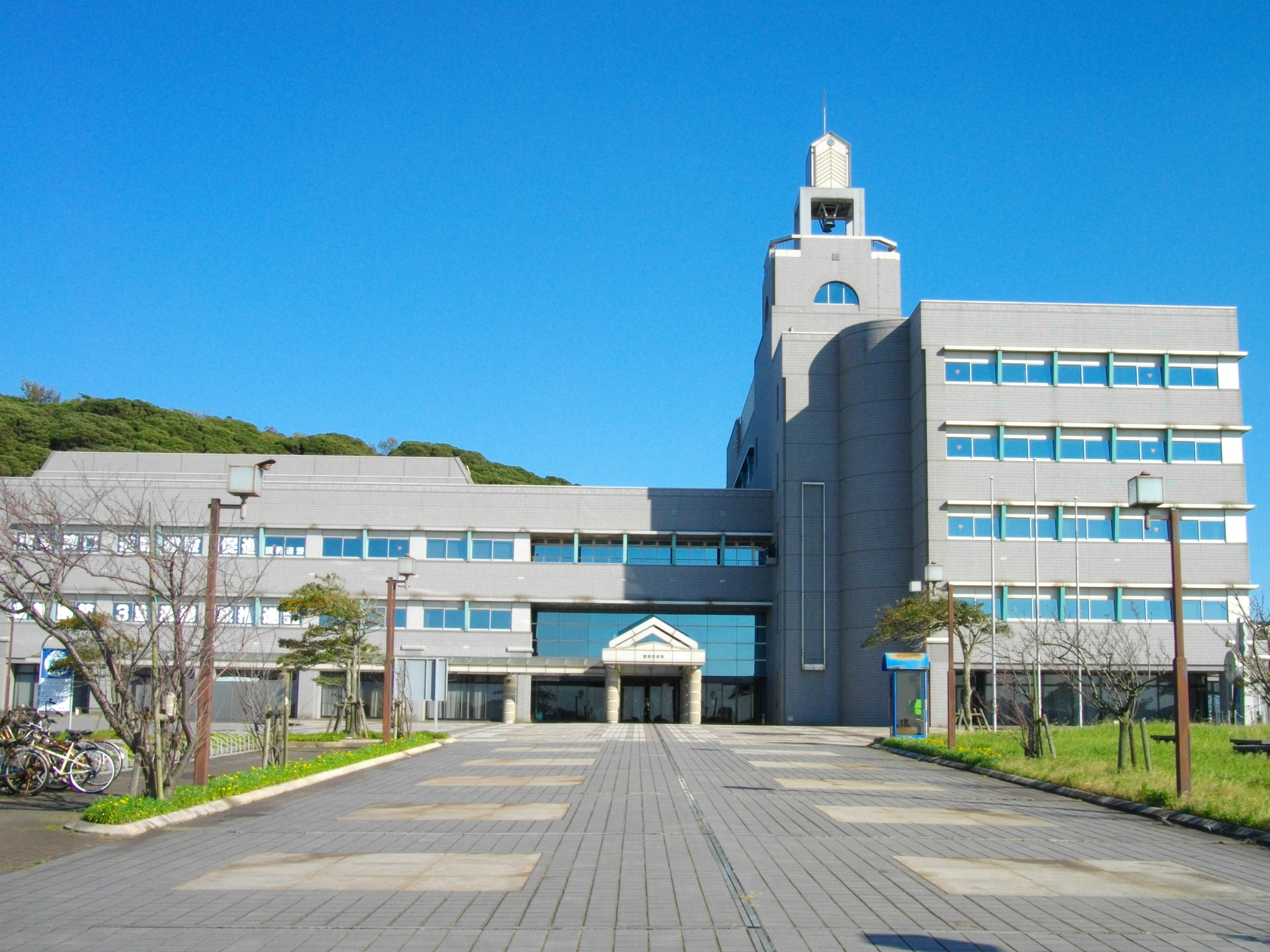
富津市役所

当駅は富津市の中心に位置する（市役所最寄駅）。歩いて暫くの所に大貫海水浴場がある。
駅西側を国道465号、駅北側300メートル先に千葉県道157号大貫青堀線が通る。
- 富津市役所
- 富津郵便局
- 富津千種新田郵便局
- 千葉県立君津商業高等学校
- 富津市立大貫中学校
- 富津市立大貫小学校
- 富津市立吉野小学校
- 川口市立大貫海浜学園[注釈 1]
- 君津中央病院大佐和分院
- 弁天山古墳
- 小久保藩陣屋跡（田沼意次ゆかりの地）
- 普和山最上寺（関東三十六不動 第32番）
- おどやスーパー&ホーム富津大和田店
- ヤックスドラッグ富津大貫店
- ウエルシア富津大貫店
- コメリハード&グリーン富津大貫店

## バス路線
各路線ともに日東交通によって運行される。
大貫駅前
- 富津公園行
- 佐貫町駅行
- 笹毛行
- 上総湊駅行

大貫駅東口
- 君津駅南口行

## 隣の駅
東日本旅客鉄道（JR東日本）
■内房線
■普通（各駅停車）
青堀駅 - 大貫駅 - 佐貫町駅

### 記事本文